# Detective per amore
Detective per amore (Finder of Lost Loves) è una serie televisiva statunitense in 23 episodi trasmessi per la prima volta nel corso di una sola stagione dal 1984 al 1985.

## Trama
Cary Maxwell, dopo la morte della moglie Kate, decide di aprire un'agenzia privata di investigazione specializzata nel ricongiungere i clienti con una persona amata, in particolare coppie sull'orlo del divorzio, con l'ausilio di Oscar, un computer con un software particolare in grado di rintracciare e far riunire persone che si sono perse di vista. Nel secondo episodio l'agenzia aiuta un undicenne a ritrovare suo padre militare e un prete a rintracciare una donna che aveva amato anni prima. Nel 5º episodio una donna scampata all'olocausto si riunisce con il fratello scomparso.

## Personaggi
- Cary Maxwell (23 episodi, 1984-1985), interpretato da Anthony Franciosa.
- Daisy Lloyd (23 episodi, 1984-1985), interpretata da Deborah Adair, sorella della moglie.
- Brian Fletcher (14 episodi, 1984-1985), interpretato da Richard Kantor.
- Rita Hargrove (23 episodi, 1984-1985), interpretata da	Anne Jeffreys, impiegata nell'agenzia di investigazione.
- Lyman Whittaker (9 episodi, 1985), interpretato da Larry Flash Jenkins, fattorino e tuttofare.
- Diane (2 episodi, 1984-1985), interpretata da Sandy Freeman.

## Guest star
Melissa Sue Anderson, Lew Ayres, Tom Bosley, Macdonald Carey, Mary Crosby, Colleen Dewhurst, Joyce DeWitt, Buddy Ebsen, Mel Ferrer, Anne Francis, Beverly Garland, Harold Gould, Robert Goulet, Michael Gross, Florence Henderson, Hope Lange, Kevin McCarthy, Lee Meriwether, Vera Miles, Leslie Nielsen, Lois Nettleton, Heather O'Rourke, Barret Oliver, Donna Pescow, Michelle Phillips, Lindsay Price, Robert Reed, Esther Rolle, Dick Sargent, Peter Scolari, Connie Sellecca, Dick Van Patten, Samantha Eggar, Kay Lenz.

## Produzione
La serie fu prodotta da Aaron Spelling Productions e Spelling Ventures Organization e girata negli studios della Warner Brothers a Burbank in California. La colonna sonora della serie, Finder of Lost Loves, era cantata da Dionne Warwick e fu scritta da Burt Bacharach e Carole Bayer Sage.

### Registi
Tra i registi della serie sono accreditati:
- Don Chaffey (6 episodi, 1984-1985)
- Bruce Bilson (4 episodi, 1984-1985)
- Philip Leacock (2 episodi, 1984)
- Allen Reisner (2 episodi, 1985)

## Distribuzione
La serie fu trasmessa negli Stati Uniti dal 1984 al 1985 sulla rete televisiva ABC. 
In Italia è stata trasmessa con il titolo Detective per amore su Rete 4 e su Sitcom 1.
Alcune delle uscite internazionali sono state:
- negli Stati Uniti il 22 settembre 1984 (Finder of Lost Loves)
- in Austria (Agentur Maxwell)
- in Italia (Detective per amore)
- in Spagna (En busca de amores perdidos)

## Episodi
| Stagione       | Episodi | Prima TV USA | Prima TV Italia |
| -------------- | ------- | ------------ | --------------- |
| Prima stagione | 23      | 1984-1985    | 1986            |